# Kipper (Fisch)

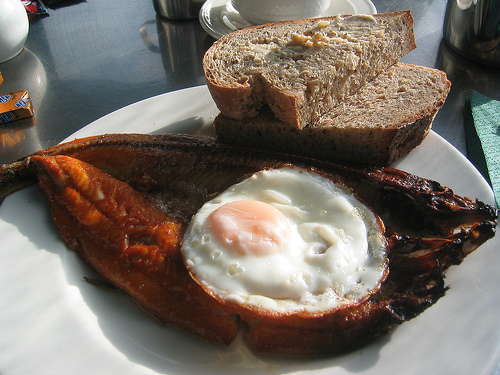
Gebratener Kipper

Kipper ist eine britische Räucherfisch-Spezialität aus Heringen. Große filetierte und vorgesalzene Stücke werden mit Haut und ohne Kopf plattiert und  kalt geräuchert. Sie werden nicht in jedem Fall entgrätet. Britische Kipper werden in der Regel nicht frisch gegessen, sondern vor dem Verzehr gebraten oder erhitzt. Der Fisch durfte nach dem Lebensmittelrecht mit dem Lebensmittelfarbstoff Braun FK (E 154) braun gefärbt werden. In der EU ist Braun FK nicht mehr als Lebensmittelfarbstoff zugelassen. Manche Räuchereien verwenden dafür Zuckercouleur.
Im deutschen Sprachraum wird eine Zubereitung aus Hering als „Kipper auf nordische Art“ bezeichnet, wobei es sich um heiß geräucherten Bückling ohne Kopf handelt.
Die Kipper werden traditionell mit kaltem gebratenem Ei, Zitronenscheibe, Oliven und Essiggurken als Frühstück gereicht. Sie können auch mit Whisky flambiert werden.